# Thermisches Durchgehen
Thermisches Durchgehen (engl. thermal runaway) bezeichnet die Überhitzung einer exothermen chemischen Reaktion oder einer technischen Apparatur aufgrund eines sich selbst verstärkenden Wärme produzierenden Prozesses. Ein Durchgehen führt häufig zu Brand oder Explosion und bewirkt infolgedessen eine Zerstörung der Apparatur durch Überdruck (Zerbersten).

## Chemische Reaktionstechnik

Kreislauf beim thermischen Durchgehen

Exotherme chemische Reaktionen müssen durch Kühlung kontrolliert werden. Dabei muss die Kühlung in einem dynamischen Gleichgewicht mit der Wärmeerzeugung der chemischen Reaktion so geführt werden, dass nur so viel Wärme abgeführt wird, dass zum einen die Reaktion nicht überhitzt, zum anderen genügend Wärme für den Fortgang der Reaktion im System bleibt. Eine Temperaturerhöhung um 10 °C beschleunigt jede chemische Reaktion um den Faktor 2 bis 3 (sog. RGT-Regel).
Ein thermisches Durchgehen kann geschehen, wenn 
- die Kühlung ausfällt oder eine zu geringe Leistung aufweist.
- der Wärmetransfer aus dem chemischen Gemisch zu gering ist. Hier kann es zu dem Effekt kommen, dass durch einen zu schlechten Wärmetransport aus dem Inneren der Reaktionsmasse die Kühlung nur äußere Bereiche erreicht. Das ist oft die Folge einer zu geringen Durchmischung der Reaktionspartner während der Reaktion.[1]
- die chemische Reaktion durch Verunreinigungen beschleunigt wird. Das kann beispielsweise der Kontakt mit der Kühlflüssigkeit sein (Wasser kann einige Reaktionen beschleunigen) oder aber Materialien aus der Reaktorwand, die manchmal sogar katalytisch wirken können.

Das ursprüngliche thermische Durchgehen kann in der Folge verstärkt werden durch
- Zersetzungsreaktionen der Reaktionspartner, deren Produkte wiederum reaktiv sein können,
- Defekte an Dichtungen und Reaktormantel, die zum Kontakt mit anderen reaktiven Materialien führen,
- Polymerisation (und Viskositätsanstieg) im Reaktionsgemisch, siehe auch Trommsdorff-Effekt.

Schutzmaßnahmen sind 
- eine großzügige Auslegung der Kühlanlage
- Vorrichtungen zum Löschen eines Brandes
- Dosiereinrichtungen für Reaktionsinhibitoren
- Arbeiten in ausreichender Verdünnung bzw. Vorhalten einer Notverdünnung

### Thermische Stabilität von Betriebspunkten

Wärmebilanzdiagramm

Die Gefahr des thermischen Durchgehens entsteht insbesondere dann, wenn ein Reaktor am instabilen Betriebspunkt betrieben wird. Ein Reaktor hat im Allgemeinen drei mögliche Betriebspunkte, an dem die durch Kühlung abgeführte Wärmemenge der Menge entspricht, die durch die exotherme Reaktion erzeugt wird.
Der stabile Betriebspunkt bei niedriger Temperatur zeichnet sich durch eine Selbstregulierung aus, d. h., dass der Reaktor ihn selbstständig erreicht. Bei Temperaturen unterhalb dieses Punktes entsteht mehr Wärme durch die Reaktion, als durch die Kühlung abgeführt wird, womit sich die Reaktionsmasse aufheizt. Bei Temperaturen oberhalb ist die abgeführte Wärme höher als die Reaktionsenthalpie und die Reaktionsmasse kühlt sich ab.
Der instabile Betriebspunkt zeichnet sich dadurch aus, dass der Reaktor ständig dazu neigt, ihn zu verlassen. Bei niedrigeren Temperaturen ist die Kühlung stärker als die Reaktionsenthalpie und der Reaktor ist bestrebt, zum stabilen Betriebspunkt zurückzukehren. Bei höheren Temperaturen hingegen reicht die Kühlung nicht mehr aus, um die Reaktionsenthalpie abzuführen, und der Reaktor droht durchzugehen.
Die Wärmefreisetzungskurve verläuft S-förmig, da im Bereich hoher Umsätze durch die begrenzte umsetzbare Masse selbst bei beliebig hoher Temperatur nur eine endliche Wärmemenge freigesetzt werden kann. Oberhalb des instabilen Betriebspunktes existiert damit ein weiterer Schnittpunkt zwischen Wärmeerzeugungskurve und Wärmeabfuhrgerade. Dies ist ein zweiter stabiler Betriebspunkt bei höherer Temperatur und höherer spezifischer Produktleistung.
Die Wahl des angestrebten Betriebspunktes des Reaktors wird nach Möglichkeit auf einen stabilen Punkt fallen. In Ausnahmefällen kann auch die Wahl eines instabilen Betriebspunktes erforderlich sein. Der instabile Betriebspunkt kann jedoch nur durch ständige Regeleingriffe aufrechterhalten werden.
Durch eine steigende Eintrittstemperatur des Kühlmittels oder eine Verschlechterung des Wärmeübergangs, z. B. durch Fouling, kann sich die Wärmeabfuhrgerade nach rechts verschieben oder flacher werden. Das verschiebt den Betriebspunkt zuerst nur unmerklich zu geringfügig höheren Temperaturen, bis schließlich der Fall eintreten kann, dass der Schnittpunkt zwischen Wärmeerzeugungskurve und Wärmeabfuhrgerade verschwindet. Dies ist gefürchtet, da der Reaktor dann ohne Vorwarnung in kurzer Zeit in den oberen instabilen Betriebspunkt übergeht – der Reaktor geht durch.

## Elektronik

### Lithium-Ionen-Akkumulatoren
Kommt es in einem Lithium-Ionen-Akkumulator mit flüssigem, festem oder gebundenem Elektrolyt (Lithium-Polymer-Akkumulator) zu einem lokalen Kurzschluss der internen Elektroden, beispielsweise durch eine Verunreinigung des Separators durch einen eingeschlossenen Fremdpartikel oder eine mechanische Beschädigung, kann der Kurzschlussstrom durch den inneren Widerstand die nähere Umgebung der Schadstelle so weit aufheizen, dass die umliegenden Bereiche ebenfalls in Mitleidenschaft gezogen werden. Dieser Prozess weitet sich aus und setzt die im Akkumulator gespeicherte Energie in kurzer Zeit frei. Besonders gefährdet sind Lithium-Cobaltdioxid-Akkumulatoren. Solche Thermal Runaways wurden als Ursache für die in der Vergangenheit verstärkt aufgetretenen Brände bei Laptop-Akkus verantwortlich gemacht. Auslöser waren vermutlich Fertigungsfehler in Verbindung mit Schwankungen in der Betriebstemperatur.
Bei neueren Entwicklungen wird durch veränderte Akkuchemie (LiFePO4), oder durch Verbesserungen bei der Zellmembran, beispielsweise keramische Beschichtungen (siehe Li-Tec Battery) die Brandgefahr nahezu ausgeschlossen.

### Transistor
Die Überhitzung eines Transistors erhöht die Stromdurchlässigkeit, was zum weiteren Stromanstieg führen und ihn noch weiter erhitzen kann. Dieser selbstverstärkende Prozess kann bis zur Selbstzerstörung führen.
Bei einem Leistungs-MOSFET erhöht sich im durchgeschalteten Zustand mit zunehmender Temperatur der Drain-Source-Durchlasswiderstand, was eine zunehmende Verlustleistung in der Sperrschicht bewirkt. Bei unzureichender Kühlung kann die in Form von Wärme abgegebene Verlustleistung nicht mehr ausreichend abgeführt werden, wodurch sich der Durchlasswiderstand weiter erhöht. Das führt schließlich zur Zerstörung des Bauteils.

## Elektrotechnik
Bei ölgekühlten Leistungstransformatoren besteht die Gefahr des thermischen Durchgehens durch Verunreinigungen (meist durch Wasser in den hygroskopischen Kühlölen). Dabei steigt der dielektrische Verlustfaktor, was zu einer Aufheizung bis zur Explosion führen kann.